# Sergej Čudinov
Sergej Sergeevič Čudinov (in russo Сергей Сергеевич Чудинов?, traslitterazione anglosassone Sergey Sergeyevich Chudinov; Čusovoj, 8 giugno 1983) è uno skeletonista ed ex slittinista russo.

## Biografia

### Gli inizi nello slittino
Ha iniziato a gareggiare per la nazionale russa di slittino nelle varie categorie giovanili nella specialità doppio, ottenendo una medaglia di bronzo ai mondiali di categoria di Altenberg 2000 in coppia con Sergej Dobrinin, con il quale ha condiviso tutta la sua carriera slittinistica.
A livello assoluto ha esordito in Coppa del Mondo nella stagione 1999/00, in carriera non ha mai conquistato alcun podio in Coppa ed in classifica generale il suo più importante piazzamento è il sedicesimo posto nel doppio raggiunto nel 2000/01.
Ha preso parte ad una edizione dei campionati mondiali, a Calgary 2001, concludendo in diciassettesima posizione la prova biposto. Nelle rassegne continentali il suo più importante piazzamento è il quattordicesimo posto ottenuto a Winterberg 2000 nel doppio.

### Il passaggio allo skeleton
Ha abbandonato la carriera slittinistica al termine della stagione 2001/02 per passare alla disciplina dello skeleton. Entrato subito a far parte della squadra nazionale, nel 2004 ha fatto il suo esordio nelle massime competizioni internazionali della specialità.
In Coppa del Mondo ha conquistato il primo podio, nonché la prima vittoria, il 17 dicembre 2010 a Lake Placid ed in classifica generale il suo più importante piazzamento è il quarto posto raggiunto nel 2010/11.
Ha preso parte a due edizioni dei Giochi olimpici invernali: a Vancouver 2010 giunse in dodicesima posizione e a Soči 2014 concluse la gara in quinta piazza. Il 27 novembre 2017 la commissione disciplinare del Comitato Olimpico Internazionale prese atto delle violazioni alle normative antidoping compiute da Čudinov in occasione delle Olimpiadi di Soči, annullando conseguentemente il risultato ottenuto e proibendogli di partecipare a qualunque titolo a future edizioni dei Giochi olimpici. Successivamente il 1º febbraio 2018 il Tribunale Arbitrale dello Sport ha accolto il ricorso presentato dall'atleta russo revocando così tutte le sanzioni comminategli dal CIO.
Ha preso parte altresì a sette edizioni dei campionati mondiali, aggiudicandosi una medaglia di bronzo a Sankt Moritz 2013. Nelle rassegne continentali ha ottenuto un secondo posto a Winterberg 2011.

## Palmarès

### Slittino

#### Mondiali juniores
- 1 medaglia:
  - 1 bronzo (doppio ad Altenberg 2000).

### Skeleton

#### Mondiali
- 1 medaglia:
  - 1 bronzo (singolo a Sankt Moritz 2013).

#### Europei
- 1 medaglia:
  - 1 argento (singolo a Winterberg 2011).

#### Coppa del Mondo
- Miglior piazzamento in classifica generale: 4º nel 2010/11.
- 4 podi (3 nello skeleton, 1 nella gara a squadre):
  - 1 vittoria (nello skeleton);
  - 2 secondi posti (tutti nello skeleton);
  - 1 terzo posto (nella gara a squadre).

##### Coppa del Mondo - vittorie
| Data             | Luogo       | Paese       | Disciplina |
| ---------------- | ----------- | ----------- | ---------- |
| 17 dicembre 2010 | Lake Placid | Stati Uniti | singolo    |